# Porto Editora
Porto Editora ist ein portugiesischer Verlag in Porto.  Er ist Partner des Ernst Klett Verlages für die gemeinsamen deutsch-portugiesischen Wörterbücher.

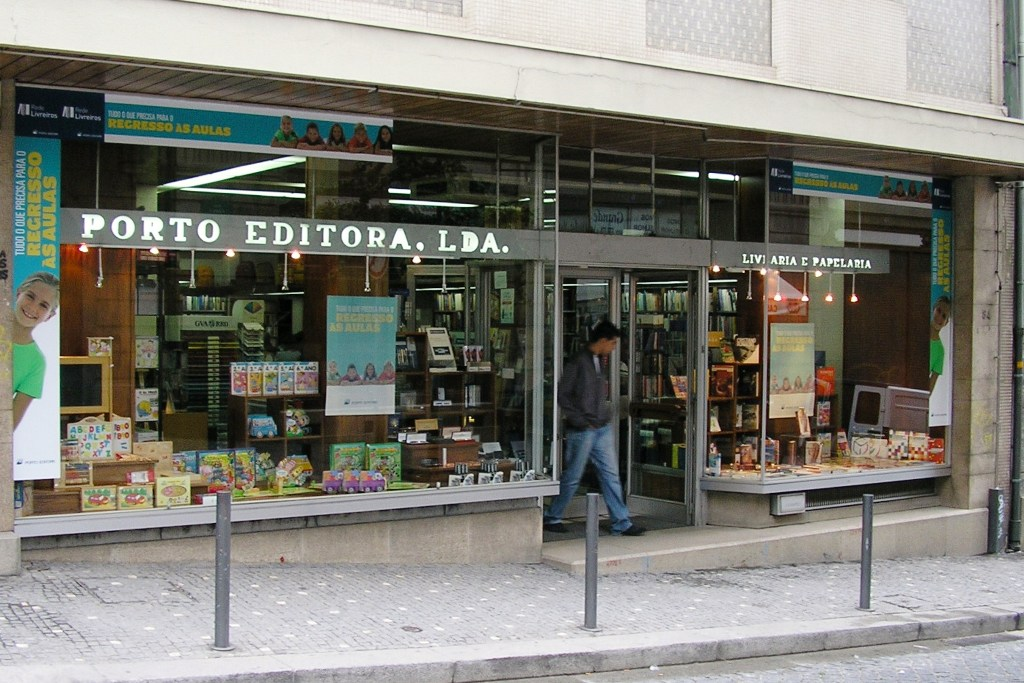
Verlagseigene Buchhandlung in Porto

## Geschichte
Das Unternehmen wurde 1944 in Porto von Vasco Teixeira gegründet, einem Pädagogen und Hochschullehrer. Es war anfangs ein Verlag für Lehrbücher und Lexika. Durch eine Reihe von Zukäufen und eigenen Neugründungen wuchs das Unternehmen zum bedeutendsten Verlagshaus in Portugal heran. So übernahm Porto Editora 2010 das Portugalgeschäft der Direct Group Bertelsmann.

## Unternehmensstruktur
Nach einer Welle von Fusionen auf dem portugiesischen Buchmarkt ist Porto Editora heute das größte Verlagshaus und vor der zweitgrößten Verlagsgruppe (LeYa) Marktführer in Portugal. Die beiden Unternehmen teilen sich zusammen etwa 47 % des Marktes.

### Verlage
Eine Reihe Verlage gehören heute zur Verlagsgruppe, darunter die vom Unternehmen gegründeten Plural Editores in Mosambik (2002) und Angola (2005). Unter den durch Zukauf erworbenen Häusern sind auch zahlreiche Namen der portugiesischen Verlagslandschaft wie Pergaminho, Temas & Debates, Sextante, Quetzal und Assírio & Alvim.

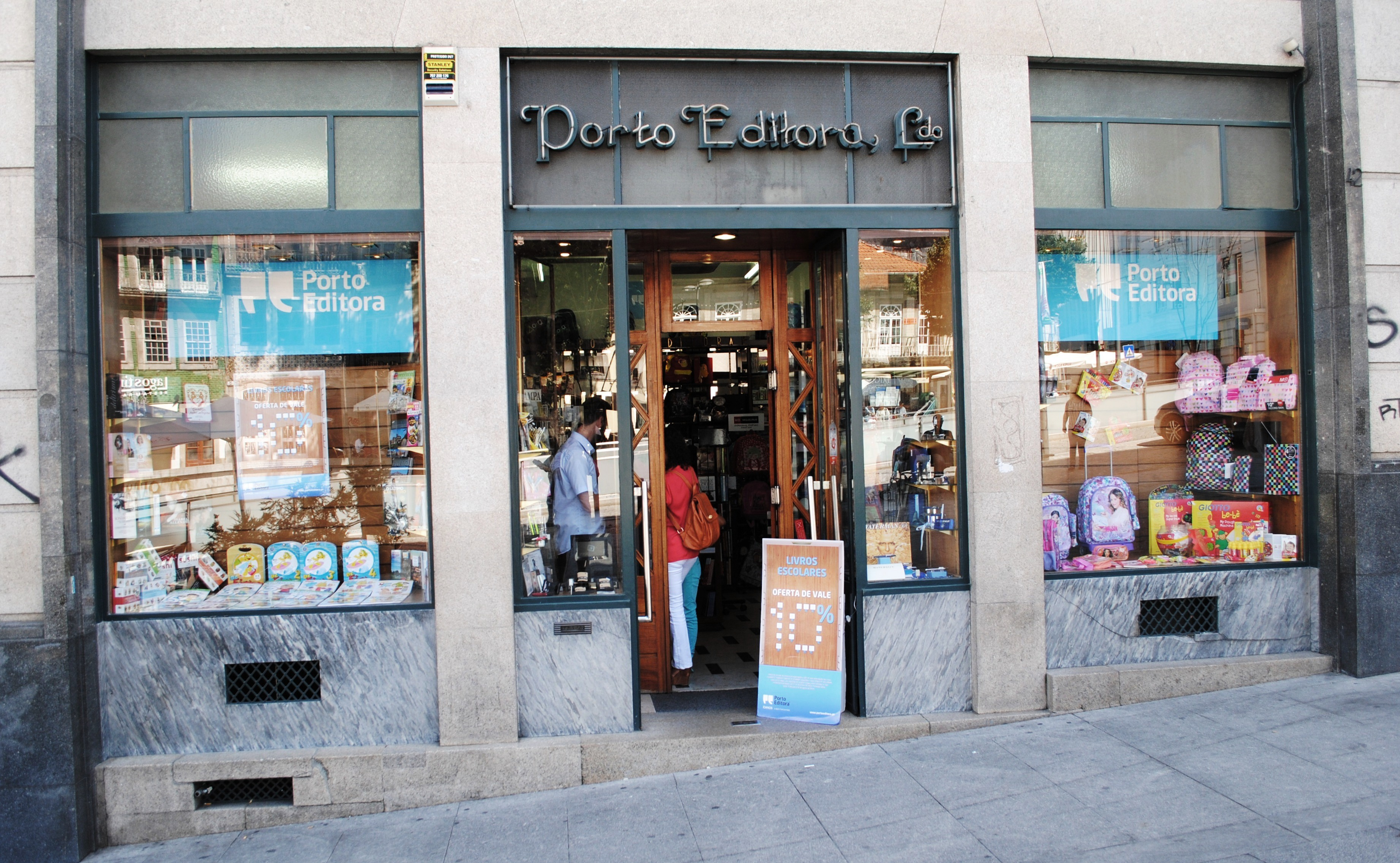
Praça D. Filipa de Lencastre

### Multimedia
Porto Editora unterhält die kostenlose Internet-Enzyklopädie Infopédia, die Diciopédia-Multimedia-Lexikonreihe und die E-Learning-Plattform Escola Virtual (deutsch: Virtuelle Schule). Seit 2008, nach Erwerb und Umwandlung der 1999 gegründeten Webboom.pt, betreibt Porto Editora mit Wook einen Onlineversand für Bücher und Filme.

### Handel
Seit der Übernahme des portugiesischen Unternehmensbereiches der Direct Group Bertelsmann 2010 gehören zu Porto Editora auch der Buchklub Círculo de Leitores, die Livraria Bertrand mit ihren 54 Filialen und ihrem Internethandel und andere Unternehmen der ehemaligen Direct Group Portugal. Darüber hinaus führt das Unternehmen die ursprünglichen Porto Editora-Buchhandlungen weiter.